# Orolestes octomaculatus
Orolestes octomaculatus là loài chuồn chuồn trong họ Lestidae. Loài này được Martin mô tả khoa học đầu tiên năm 1904.